# Google Drive
Google Диск (англ. Google Drive) — сховище даних, яке належить компанії Google Inc., що дозволяє користувачам зберігати свої дані на серверах у хмарі і ділитися ними з іншими користувачами в Інтернеті. Google Drive включає Google Документи, Таблиці та Презентації, офісний пакет, який дозволяє спільно редагувати документи, електронні таблиці, презентації, малюнки, форми, і багато іншого. Після активації замінює собою Документи Google. Станом на жовтень 2014 року мав 240 мільйонів щомісячно активних користувачів. За словами представників Google, з листопада 2013 року по травень 2019 року кількість активних користувачів зросла від 120 млн до понад 1 млрд осіб.

## Клієнт
Google Drive для синхронізації файлів між комп'ютером користувача і хмарним сховищем необхідне програмне забезпечення Google Drive ('клієнт') на комп'ютері користувача. Клієнт взаємодіє з Google Drive так, щоб оновлення на одній стороні поширювалися на іншу, тому вони, як правило, містять одні й ті ж дані.
Клієнтське програмне забезпечення Google Drive доступне для наступних пристроїв: ПК під управлінням Windows XP, Windows Vista, Windows 7 і Windows 8 з розділами NTFS або Mac OS X 10.6 (Snow Leopard) або вище; Android смартфони та планшети з Android 2.1 (Eclair) і вище; iPhone та iPad з прошивкою 5.0 або вище.
Навіть якщо немає офіційного клієнта для Linux, Google Drive може бути встановлений безпосередньо в файлову систему Linux за допомогою gdrivefs або Google-Drive-ocamlfuse, файловими системами на основі FUSE, що підтримується Google Drive. Google Drive can also be accessed through Linux via open source projects such as Grive. Google Drive доступний на Linux за допомогою проєктів з відкритим вихідним кодом, таких як Grive.
Google Drive доступний в автономному режимі браузера Google Chrome через додаток Chrome, з вебмагазину Chrome. Документи, електронні таблиці, презентації та малюнки також можна переглядати і редагувати офлайн за допомогою автономних додатків Chrome. Додаток Google Drive для Android підтримує перегляд в автономному режимі всіх типів файлів. Офлайн редагування документів і таблиць підтримується через автономні мобільні додатки.

## Сховище
Google пропонує всім користувачам початкові 15 Гб онлайн-простору для зберігання, що доступний для трьох найбільш використовуваних послуг: Google Drive, Gmail, фотографії на Google+ (ака Вебальбоми Picasa).
Користувачі можуть розширити обсяг пам'яті через платний місячний план підписки. Документи, що використовують рідні формати Google Docs (у тому числі .gdoc, .gslides і .gsheet) не зараховуються до цієї квоти.
У Google+, фотографії з роздільною здатністю менше 2048x2048 пікселів і відео коротше 15 хвилин також не зараховуються цієї квоти. 
Файли, завантажені у форматі Microsoft Office і OpenDocument (з можливими змінами форматування) можуть бути перетворені в фірмові формати Google і, таким чином, можуть бути збережені без урахування квоти.
Станом на 13 березня 2014 року, плата за плани підписки, які пропонують Google, стягується суто в доларах США, тому будь-який клієнт за межами США буде змушений платити витрати за обмін валют.
Діють такі плани:
| Простір | Ціна              |
| ------- | ----------------- |
| 15 Гб   | Безкоштовно       |
| 100 Гб  | $1.99 щомісячно   |
| 1 Тб    | $9.99 щомісячно   |
| 10 Тб   | $99.99 щомісячно  |
| 20 Тб   | $199.99 щомісячно |
| 30 Тб   | $299.99 щомісячно |

Google пропонує 30 Гб пам'яті для всіх користувачів Google Apps, і необмежений об'єм для тих, хто користується Google Drive for Work або Google Drive for Education, якщо присутні принаймні 5 членів. Асоціації з менш ніж 5 членів отримують 1 Тб для кожного користувача.
За замовчуванням, стягнення плати за продовження тарифного плану проводиться автоматично в кінці дії підписки. Якщо автоматичне оновлення не вдається, користувачі отримують 7-денний пільговий період, аби оновити свої платіжні дані. Коли план закінчується або скасовується, квота пам'яті повертається до безкоштовної. Користувачі як і раніше можуть отримати доступ до свого вмісту, але додати нові файли, внаслідок чого перевищать ліміт об'єму, не зможуть.
У будь-який момент під час дії підписки, користувачі можуть перейти на більший план, так само як до меншого плану, за умови, що не було перевищено ліміт у 15 Гб. Це означає, що замість того, щоб технічно змінити план, Google спочатку скасовує існуючий план, а потім застосовує новий.
Спочатку, Google Drive пропонував користувачам 1 Гб дискового простору безкоштовно. 24 квітня 2012 року сервіс збільшив простір безкоштовного тарифного плану до 5 Гб. В той же час інші сервіси компанії також зазнали змін. Безкоштовний простір Gmail був збільшений з 7 до 10 Гб. Тарифні плани також були переглянуті, ціна за простір у сховищі була збільшена та переведена з річної на щомісячну оплату.

## Особливості

### Спільне користування
Google Drive включає в себе систему обміну файлами, де творець файлу або теки за замовчуванням є його власником. Власник має можливість регулювати видимість файлу або теки для інших користувачів. Право власності підлягає передачі. Файли і теки можуть спільно використовуватись приватно конкретними користувачами, що мають обліковий запис Google, використовуючи свої @gmail.com адреси електронної пошти. Для спільного використання файлів з користувачами, які не мають облікового запису Google потрібно зробити файли «доступними за посиланням». Це створює секретний URL для файлу, який може бути відкритий через електронну пошту, блоги і т. д. Файли та теки можуть також можна зробити «загальнодоступними в Інтернеті», що означає, що вони можуть бути проіндексовані пошуковими системами і, таким чином, можуть бути знайдені і доступні будь-кому. Власник може також встановити рівень доступу. Три запропоновані рівня доступу, це «може редагувати», «може коментувати» і «може переглядати». Користувачі, що мають доступ для редагування можуть запрошувати інших редагувати.

### Сторонні додатки
Існує ряд зовнішніх вебдодатків («apps»), які працюють з Google Drive. Ці програми доступні у вебмагазині Chrome і сумісні з усіма підтримуваними браузерами. Щоб використовувати додаток, користувач повинен увійти в Chrome Web Store і встановити додаток. Деякі з цих додатків розроблені Google, наприклад, Google Docs, Sheets and Slides. Додатки Drive, які працюють з інтернет-файлами, використовуються для перегляду, редагування і створення файлів в різних форматах, редагування зображення та відео, факсу і підписування документів, управління проєктами, створення блок-схем, додатків і т. д. Drive також може бути програмою за замовчуванням для обробки файлів у форматах, які ним підтримуються. Деякі з цих додатків також працюють в автономному режимі, але лише на Google Chrome і Chrome OS. Усі сторонні додатки можна встановити безкоштовно. Однак, деякі з них стягують додаткову плату за продовження використання або доступ до додаткових функцій. Більшість додатків Drive мають дозвіл на доступ до файлів користувачів за межами Google Drive. Збереження даних з сторонніх додатків на Google Drive вимагає авторизації вперше. Google Drive SDK працює спільно з Google Drive UI і Chrome Web Store, щоб створити екосистему додатків, які можуть бути встановлені в Google Drive.
У лютому 2013 року, меню «створити» в Google Drive було оновлено, щоб включити сторонні додатки і таким чином надати їм такий же статус, як у додатків від Google.
19 березня 2013, Google випустила API для Google Drive, який дозволяє стороннім розробникам створювати програми, які підтримують редагування в реальному часі.

### Пошук
Результати пошуку можуть бути звужені за типом файлу, власником, видимістю і додатком для перегляду. Google Drive підтримує логічні оператори.
За допомогою Google Goggles і технології оптичного розпізнавання символів (OCR), користувачі можуть шукати зображення за описом їх вмісту. Наприклад, пошук «гори» покаже всі фотографії гір, а також будь-які текстові документи про гори. Пошук розпізнає текст в перших 100 сторінках текстових документів і текстових файлів PDF, і перші 10 сторінок PDF-файлів на основі малюнків. Текст у PDF-файлах і зображеннях видобувається за допомогою OCR.

### Доступність
25 червня 2014 року, Google анонсувала ряд оновлень в Google Drive, які мали на меті зробити сервіс доступнішим для користувачів з вадами зору. Це включає поліпшений доступ до клавіатури, підтримка масштабування, режим високої контрастності і кращої сумісності з зчитувачами екрана.
Крім того, вебінтерфейс Google Drive підтримує гарячі клавіші.

### Перегляд файлів
Google Drive дозволяє переглядати в Інтернеті файли наступних форматів:
- Вбудовані формати (Docs, Sheets, Slides, Forms, Drawings)
- Файли зображень (.JPEG, .PNG, .GIF, .TIFF, .BMP)
- Відео файли (WebM, .MPEG4, .3GPP, .MOV, .AVI, .MPEGPS, .WMV, .FLV, .OGG)
- Аудіо формати (MP3, MPEG, WAV, .ogg)
- Текстові файли (.TXT)
- Розмітка / Код (.CSS, .HTML, .PHP, .C, .CPP, .H, .HPP, .JS)
- Microsoft Word (.DOC and .DOCX)
- Microsoft Excel (.XLS and .XLSX)
- Microsoft PowerPoint (.PPT and .PPTX)
- Adobe Portable Document Format (.PDF)
- Apple Сторінки (.PAGES)
- Adobe Illustrator (.AI)
- Adobe Photoshop (.PSD)
- Autodesk AutoCAD (.DXF)
- Scalable Vector Graphics (.SVG)
- PostScript (.EPS, .PS)
- Шрифти (.TTF)
- Специфікація XML Paper (.XPS)
- Типи файлів архіву(.ZIP, .RAR, tar, gzip)
- .MTS Файли
- Формати необроблених зображень

Файли в інших форматах можуть бути також оброблені за допомогою сторонніх додатків, які працюють з Google Drive і доступні у Chrome Web Store. Додатки Google Drive для Android і iOS можуть використовувати інші програми, встановлені на пристрої, щоб відкрити непідтримувані типи файлів.

### Об'єм файлів
Завантажені, але не перетворені у формат Документів Google, файли можуть бути до 5 ТБ в розмірі. Створені або завантажені файли розміром більше 5 ТБ не можна переглядати в Google Drive.
Вбудовані зображення не повинні перевищувати 2 Мб кожне.
Є також обмеження, характерні для типу файлу, перераховані нижче:
Документи1024000 символів, незалежно від кількості сторінок або розміру шрифту. Завантажені документи, які перетворюються на формат Google Docs, не можуть бути більше, ніж 50 МБ.
ТаблиціВсі обмеження на таблиці було знято в новій версії Google Sheets. У старій версії був максимум 256 стовпців на аркуші і 200 аркушів в книзі, 400000 клітин загалом. Завантажені файли електронних таблиць, які перетворюються на формат Google Sheets не можуть бути більші, ніж 20 Мб, і мають містити не більше 400000 клітин і 256 стовпців на аркуші.
ПрезентаціїПрезентації, створені в Google Слайдах можуть бути до 100 МБ — що становить близько 400 слайдів. Завантажені файли презентацій, які перетворюються на формат Google Слайдів можуть бути до 50 Мб.

## Docs, Sheets and Slides

Приклад документу в Google Docs

Docs, Sheets and Slides являють собою безкоштовний вебофісний пакет, пропонований Google і інтегрований у Google Drive. Він дозволяє користувачам створювати і редагувати документи онлайн, співпрацюючи в режимі реального часу з іншими користувачами. Три програми доступні як вебдодатки, як Chrome додатки які працюють в автономному режимі, і як мобільні додатки для Android і IOS. Додатки сумісні з форматами Microsoft Office. Пакет також складається з Google Forms, Google Drawings and Google Tables (beta). У той час як Форми і Таблиці доступні лише як вебдодатки, Малюнки також доступні як додаток Chrome. Google Docs тісно інтегрується з Google Drive. Всі файли, створені цими додатками, за замовчуванням зберігаються в Google Drive.
До запуску Google Drive, Google Docs був онлайн-сервісом для зберігання файлів. Але з моменту запуску Google Drive в квітні 2012 року, всі файли, створені за допомогою Google Docs, зберігаються в Google Drive і посилання Google Docs(docs.google.com) перенаправляє на Google Drive. Простір для зберігання був збільшений від 1 Гб до 5 ГБ в рамках цього переходу.
Google Docs виник з двох окремих продуктів, Writely і Google Spreadsheets. Writely був вебтекстовим процесором, створений компанією Upstartle і запущений в серпні 2005 року Upstartle була придбана Google 9 березня 2006 року. Таблиці Google запустили як обмежене тестування у Google Labs по 6 червня 2006, після придбання 2Web технологій. Презентація програми була додана до пакету 17 вересня 2007 після придбання Tonic Systems 17 квітня 2007 Документи Google стали доступними для користувачів Google Apps в лютому 2007 року і службу було знято з бета-тестування у вересні 2007 року.
У жовтні 2012 року, після запуску Google Drive, Google Documents, Spreadsheets and Presentations перейменували в Google Docs, Sheets and Slides відповідно. Автономні мобільні додатки для трьох продуктів було оголошено в квітні 2014.
Автономну підтримку на Chrome і Chrome OS вперше ввели для документів в червні 2012 року і згодом для презентацій в січні 2013 року, а також електронних таблиць в грудні 2013 року.
Документи Google офіційно підтримуються двома останніми версіями браузерів Firefox, Internet Explorer (9 +), Safari і Chrome, що працюють на Microsoft Windows, Apple OS X, Linux і операційних системах Chrome OS.

## Збої
В кінці листопада 2023 року, користувачі Google Drive з різних куточків світу повідомили, що в останній час збережені в хмарі файли почали раптово видалятися, а сам сервіс відкотився до стану за квітень-травень 2023 року. При цьому в логах активності постраждалих акаунтів не виявлено жодних змін. Тобто користувачі не видаляли власні дані помилково, і річ у певному збої в роботі сервісу і синхронізації даних між локальними пристроями та хмарою Google.